# Josef Wagner (Politiker, 1888)
Josef Wagner (* 29. Januar 1888 in Webling bei Graz; † 19. Februar 1948 in Kehlberg, Bezirk Straßgang bei Graz) war ein österreichischer Politiker der Christlichsozialen Partei (CSP).

## Ausbildung und Beruf
Josef Wagner war im genossenschaftlichen Bereich tätig. Zwischen 1945 und 1948 war er Leiter der Raiffeisenkasse Graz/Straßgang.

## Politische Mandate
- 2. Dezember 1930 bis 2. Mai 1934: Mitglied des Nationalrates (IV. Gesetzgebungsperiode), CSP